# Транстиретин
Транстиретин — белок, обеспечивающий транспорт тироксина и ретинола. Перенос тироксина и других гормонов щитовидной железы осуществляется также тироксинсвязывающим глобулином и альбумином. Транспорт ретинола происходит при соединении транстиретина с ретинол-связывающим белком. Транстиретин связан с такими заболеваниями, как старческий системный амилоидоз, семейная амилоидная полинейропатия, семейная амилоидная кардиомиопатия.
Прежнее название белка — тироксинсвязывающий преальбумин — создавало путаницу, так как существует несколько белков, относящихся к преальбуминам, к тому же есть белок со схожим названием «проальбумин». Название «транс-ти-ретин» отражает способность белка транспортировать тироксин и ретинол.
Транстиретин производится преимущественно в печени, сосудистом сплетении желудочков мозга и в пигментном эпителии сетчатки глаза. В цереброспинальной жидкости содержание транстиретина непропорционально велико, его масса составляет 25 % от массы всех белков этой полости тела. Подавляющая часть содержащегося в ЦНС транстиретина производится в мозге — из кровотока в полость желудочков мозга попадает лишь около 3 % содержащегося там транстиретина, в спинномозговой канал — около 10 %. Среди всех известных белков центральной нервной системы, только транстиретин вырабатывается исключительно в сосудистом сплетении. На ранних стадиях онтогенеза, пик синтеза транстиретина в ЦНС совпадает с периодом максимальной репликации нейробластов, непосредственно перед началом активной деятельности по построению новых областей мозга. У тех видов животных, в чьем мозге отсутствует неокортекс, например у амфибий и у рыб, транстиретин в сосудистом сплетении не производится.

## История
В 1942 году при проведении электрофореза белков спинномозговой жидкости и сыворотки крови был идентифицирован белок, названный «преальбумином» за повышенную по отношению к альбумину мобильность. В 1950-е годы открылась его способность связывать тироксин, в связи с чем название сменили на «тироксинсвязывающий преальбумин». В конце 1960-х было обнаружено, что тироксинсвязывающий преальбумин способен транспортировать витамин А, и это привело к очередной смене названия белка. В апреле 2002 года во Франции был созван первый международный конгресс, посвященный транстиретину.

## Роль в заболеваниях
Обнаружено более 80 мутаций гена TTR, вызывающих заболевания. Большинство этих мутаций приводит к амилоидозу. Амилоидогенные мутации снижают стабильность белка.
В одном исследовании спинномозговой жидкости пациентов с шизофренией, не получающих терапию на момент взятия образца, отмечено снижение уровней транстиретина по сравнению со здоровыми людьми. Той же группой исследователей впоследствии отмечено некоторое снижение уровней белка у части лиц из «группы риска» шизофрении (демонстрирующих «продромные», предварительные симптомы расстройства).
Согласно одному исследованию 2009 года, получасовое использование сотового телефона повышает уровень транстиретина в крови через полчаса после разговора.